# 16441 Kirchner
A 16441 Kirchner (ideiglenes jelöléssel 1989 EF6) a Naprendszer kisbolygóövében található aszteroida. Freimut Börngen fedezte fel 1989. március 7-én.